# رویداد انقراض

شدت انقراض دریایی در درازای زمان، نمودار آبی درصد حیوانات دریایی منقرض شده در طول سال‌ها را نشان می‌دهد. این نمودار به انقراض گونه‌های دریایی که فسیل آن‌ها کشف شده، اشاره دارد.

رویداد انقراض که انقراض جمعی و بحران زیستی هم نامیده می‌شود، کاهش گسترده و سریع گونه‌های حیاتی در کرهٔ زمین است. چنین رویدادی با تغییر شدید تنوع و فراوانی حیات ماکروسکوپی مشخص می‌شود. البته با توجه به آنکه بخش عمدهٔ حیات بر زمین مربوط به گونه‌های میکروسکوپی است که با گذر زمان قابل شناسایی نیست، این رویداد بر مبنای جنبه‌های زیست‌شناختی قابل مشاهدهٔ زیست کره انجام می‌شود و نه کل حیات بر روی زمین. انقراض بر روی زمین با نرخی غیریکنواخت رخ داده‌است و سنجش آن بر اساس فسیل‌های جانداران دریایی انجام می‌شود. طی ۵۴۰ میلیون سال حیات بر روی زمین، پنج رویداد انقراض بزرگ شناسایی شده‌است که طی هر دورهٔ آن بیش از نیمی از جانداران از میان رفته‌اند. البته با توجه به تعریف انقراض جمعی و تغییر عوامل سنجش آن، تا ۲۰ مورد انقراض قابل شناسایی است.

## پنج رویداد انقراض بزرگ
پنج رویداد انقراض بزرگ عبارتند از:
- رویداد انقراض اردویسن-سیلورین (انقراض پایان اردوسین) طی دو رویداد در ۴۵۰ تا ۴۴۰ میلیون سال پیش ۲۷ درصد همهٔ خانواده‌ها، ۵۷ درصد همهٔ سرده‌ها و ۸۵ درصد همهٔ گونه‌های جانداران از میان رفتند.
- رویداد انقراض دِوُنین-پسین ۳۶۰ میلیون سال پیش طی یک دورهٔ ۲۰ میلیون ساله در اواخر دوران دِوُنین ۱۹ درصد همهٔ خانواده‌ها، ۵۰ درصد همهٔ سرده‌ها و ۸۰ درصد همهٔ گونه‌های جانداران از میان رفتند.
- رویداد انقراض پرمین-تریاسه (انقراض پایان پرمین) در ۲۴۵ میلیون سال پیش بزرگ‌ترین انقراض جمعی تاریخ زمین رخ داد و ۵۷ درصد همهٔ خانواده‌ها، ۸۳ درصد همهٔ سرده‌ها و ۹۰ تا ۹۶ درصد همهٔ گونه‌های جانداران از میان رفتند.
- رویداد انقراض تریاسه-ژوراسیک (انقراض پایان تریاس) حدود ۲۱۰ میلیون سال پیش رخ داد و طی آن ۲۳ درصد همهٔ خانواده‌ها، ۴۸ درصد همهٔ سرده‌ها و ۷۰ تا ۸۰ درصد همهٔ گونه‌های جانداران از میان رفتند.
- رویداد انقراض کرتاسه-پالئوژن (انقراض پایان کرتاسه) ۶۵٫۵ میلیون سال پیش رخ داد و طی آن ۱۷ درصد همهٔ خانواده‌ها، ۵۰ درصد همهٔ سرده‌ها و ۷۶ درصد همهٔ گونه‌های جانداران از میان رفتند.

«بقای حیات در کرهٔ زمین، پدیده‌ای بس دشوار و پیچیده‌است. از میان میلیاردها گونه (موجودات زنده) که از آغاز زمین تاکنون پای به عرصهٔ هستی نهاده‌اند، ۹۹٫۹۹٪ دیگر وجود ندارند. همچنان که می‌بینی، حیات در کرهٔ خاکی نه فقط عمری کوتاه دارد بلکه به طرز نومید کننده‌ای ظریف و به تارمویی بسته‌است. از ویژگی‌های شگفتی‌آور هستی ما آن است که ما از کره‌ای برخاسته‌ایم که خیلی خوب به گسترش حیات یاری می‌رساند ولی مهارتش در خاموش کردن شعله‌های زندگی بس بیشتر است.»
بیل برایسون

### رویداد انقراض ششم
برخی از دانشمندان این فرض را طرح کرده‌اند که اکنون زمین در دوران ششمین انقراض بزرگ دسته‌جمعی است که اصطلاحاً انقراض هولوسین نامیده می‌شود و از ده هزار سال پیش آغاز شده‌است. اجماعی وجود ندارد که آیا این انقراض متمایز از رویداد انقراض کواترنری است یا بخشی از آن است.
عده‌ای از پژوهشگران بر این باورند که نیمی از گونه‌های کنونی جهان تا سال ۲٬۱۰۰ نابود می‌شوند. اتحادیهٔ بین‌المللی حفاظت از محیط‌زیست در گزارش سال ۲۰۱۱ خود اعلام کرد که ۲۵٪ از پستانداران زمین در شرف نابودی و انقراض هستند. عده‌ای از پژوهشگران بر این باورند که نیمی از گونه‌های کنونی جهان تا سال ۲۱۰۰ نابود می‌شوند. بر اساس یافته‌ها که در نشریهٔ ساینس آمده از سال ۱٬۵۰۰ میلادی تا ۲۰۱۴ بیش از ۳۲۰ مهره‌دار ساکن خشکی‌ها منقرض شده‌اند. به علاوه مهم‌تر اینکه جمعیت کلیهٔ گونه‌های باقی مانده به‌طور میانگین شاهد افتی ۲۵ درصدی در شمار آن‌ها بوده‌است. ۲۵ درصد میزان گونه‌های رایج مهره‌داران و ۴۵ درصد بی‌مهرگان افت کرده. سالانه ۱۱ هزار تا ۵۸ هزار گونهٔ منقرض شده و از میان می‌روند اما افزون‌بر آن جمعیت گونه‌هایی که رایج هستند هم به شدت افت می‌کند. انسان‌ها مسئول این وضع هستند، پنج انقراض انبوه پیشین ناشی از پدیده‌هایی مثل برخورد سیارک‌ها به زمین یا در اثر فعالیت شدید آتشفشانی بود، پدیده‌هایی که این بار در انقراض نقشی ندارند و معلوم است که روند کنونی ناشی از فعالیت انسان است، بنابراین این نخستین بار در تاریخ زمین است که یک گونه عامل انقراض انبوه سایر موجودات است. این روند در واقع به خاطر الگوهای مصرفی بشر است.

## رویدادهای انقراض کوچک
افزون‌بر پنج انقراض بزرگ تعدادی انقراض در مقیاس کوچک‌تر نیز رخ داده‌است که عبارتند از:
- رویداد انقراض پایان ادیاکاران در ۵۴۲ میلیون سال پیش در پایان دورهٔ ادیاکاران
- رویداد انقراض پایان بوتامیان در ۵۱۷ میلیون سال پیش در دورهٔ کامبرین
- رویداد انقراض دریسباچیان در ۵۰۲ میلیون سال پیش در دورهٔ کامبرین
- رویداد انقراض کامبرین-اردوویسین در ۴۸۸ میلیون سال پیش در پایان دورهٔ کامبرین و آغاز دورهٔ اردوویسین
- رویداد انقراض ایرویکن در ۴۲۸ میلیون سال پیش
- رویداد انقراض میولد در ۴۲۴ میلیون سال پیش
- رویداد انقراض لائو در ۴۲۰ میلیون سال پیش
- رویداد انقراض پایان سیلورین در ۴۱۶ میلیون سال پیش
- فروپاشی جنگل‌های کربونیفر در ۳۱۸ میلیون سال پیش
- رویداد انقراض اولسن در ۲۷۰ میلیون سال پیش
- رویداد انقراض کارنین پلوویال در ۲۳۲ میلیون سال پیش
- رویداد انقراض چرخش توئارسین در ۱۸۳ میلیون سال پیش
- رویداد انقراض پایان ژوراسیک در ۱۴۵٫۵ میلیون سال پیش
- رویداد انقراض آپتین در ۱۱۷ میلیون سال پیش
- رویداد انقراض ائوسن-الیگوسن در ۳۳٫۹ میلیون سال پیش
- رویداد انقراض میانهٔ میوسن در ۱۴٫۵ میلیون سال پیش
- رویداد انقراض پلیوسن-پلیستوسن در ۲ میلیون سال پیش
- رویداد انقراض کواترنری از ۵۰ هزار سال پیش تاکنون